# Juan Blas Caballero
Juan Blas Caballero (Rosario, 1971) es un músico, arreglador, compositor y productor musical argentino. Ganó 7 premios Latin Grammy (The Latin Recording Academy) y 10 premios Gardel a la música (otorgados por CAPIF).
Es el responsable detrás de grabaciones que obtuvieron premios y galardones de venta (oro y platino, álbumes más vendidos del año). Ha hecho la música para campañas publicitarias internacionales, aperturas de programas de televisión y soundtracks de cine.

## Trabajos
Trabajó como bajista de la banda de la actriz y cantante Leticia Brédice.
Ha colaborado tocando instrumentos y realizando arreglos, producción adicional, programaciones, beats, grabación, mezcla y remixing para una gran cantidad de proyectos. A lo largo de los años, tanto producciones propias como colaboraciones lo han vinculado con importantes artistas:
- Agustín Almeyda
- Axel
- Magalí Bachor
- Bajofondo TangoClub
- Claudio Basso
- Brazilian Girls (Nueva York)
- Leticia Brédice
- Patty Cabrera (Estados Unidos)
- Andrés Calamaro
- Álex Campos (Colombia)
- Carlos Casella
- Alfredo Casero
- Cristian Castro
- Celsa Mel Gowland & Nujaazz
- Flor Paz
- Richard Coleman
- Virginia da Cunha
- Los Enanitos Verdes
- Valeria Gastaldi
- Kudai (Chile)
- Leo García
- Miriam Gonzales (México)
- Nelson John[5]
- Alejandro Lerner
- Cachorro López
- Mano Z (Colombia)
- Sandra Mihanovich
- La Mosca
- Marisol Otero
- Javiera Parra (Chile)
- Soledad Pastorutti
- Natalia Pastorutti
- Luciano Pereyra
- Abel Pintos
- Reik
- Rescate
- Paulina Rubio
- Gustavo Santaolalla
- Noel Schajris
- Sindicato Argentino del Hip Hop
- Teen Angels
- Julieta Venegas
- Vicentico
- Vivanativa (Puerto Rico).

## Composición y producción de música original para series y largometrajes.
- El Crítico: 2013, Director: Hernán Guerschuny, Productora: HC Films
- Abzurdah. 2015, Directora: Daniela Goggi, Productora: HC Films/ MyS Producción /Telefe /Control Media/ Stadium/ Fenix
- Una noche de amor: 2016, Director: Hernán Guerschuny, Productoras: HC Films / MyS Producción/ Patagonik Film Group / Benteveo
- Solo se vive una Vez. 2017, Director: Pedro Cuevas, Productoras: Bowfinger Int. Pictures, M&S, DK Group, INCAA, Telefé, Clip “I was made for Loving You”
- Recreo. 2018, Directores: H Guerschuny y J Stuart, Productoras: HC Films, Benteveo, Chinita Films, Soundtrack Recreo
- Leal, Solo hay una forma de vivir. 2019, Directores: Pietro Scappini y Rodrigo Salomón, Coproducción Argentina - Paraguay, Productoras: HEi Films, Arco Libre
Soundtrack Leal
- Pedro Juan, Dos Caballeros. 2020 (Estreno Abril de 2022), Largometraje. Paraguay, Productoras: HEi Films, Post Mortem (Serie Flow. Productora: Story Lab) 2020
Música original. Cierre y Apertura
Post Mortem Clip Holding On (Cierre)
Post Mortem Clip, Opening, Después de la muerte
EDHA (Serie Netflix. Productora: Burman) 2020, Musicalización cap 5 al 10.
Entre Hombres (Serie HBO-Polka. Director: Pablo Fendrik). Estreno Noviembre de 2021
Maria Marta, El Crimen del Country (Serie HBO-POLKA), Directora: Daniela Goggi Estreno, 17/07/22

## Premios
- 7 Latin GRAMMYs[6] Incluyendo álbumes de Bajofondo Tango Club, Julieta Venegas y Sindicato Argentino del Hip Hop.

- 9 Premios Gardel y 1 Gardel de Oro incluyendo álbumes de Abel Pintos, Casaerius y Bajofondo Tango Club.[6]

- 1 Premio Konex - Diploma al Mérito por su trayectoria como productor artístico en la última década.[7]

## Vida privada
Hacia 1995 tuvo su primer hijo, Fermín.
Desde 2002 está en pareja con la actriz Victoria Onetto.
En 2006 tuvo una hija, Eva Caballero Onetto.
El 23 de noviembre de 2010 se casó con Onetto, en Olivos (provincia de Buenos Aires).